# آنگری
آنگری (به ایتالیایی: Angri) یک کومونه در ایتالیا است که در استان سالرنو واقع شده‌است.

## خصوصیات
آنگری ۱۳ کیلومترمربع مساحت و ۳۰٬۹۷۵ نفر جمعیت دارد و ۲۵ متر بالاتر از سطح دریا واقع شده‌است.